# Mort et funérailles de Diana Spencer
La mort de Diana Spencer, ancienne épouse du prince Charles, communément appelée Lady Di, survient dans la nuit du 30 au 31 août 1997 après un accident de voiture dans le tunnel passant sous le pont de l’Alma à Paris. Dodi Al-Fayed, ainsi que le conducteur du véhicule Henri Paul meurent également dans cet accident. La mort de Diana et les conditions de celle-ci ont un retentissement international. Ses funérailles nationales à Londres le 6 septembre suivant rassemblent plus de trois millions de personnes.

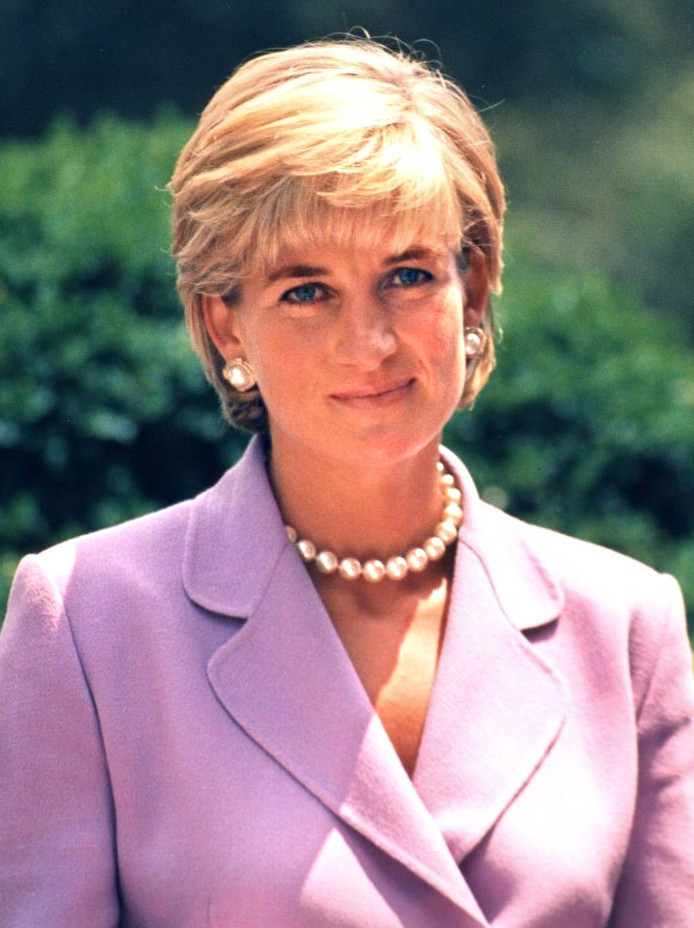
Diana Spencer en 1997, année de sa mort.

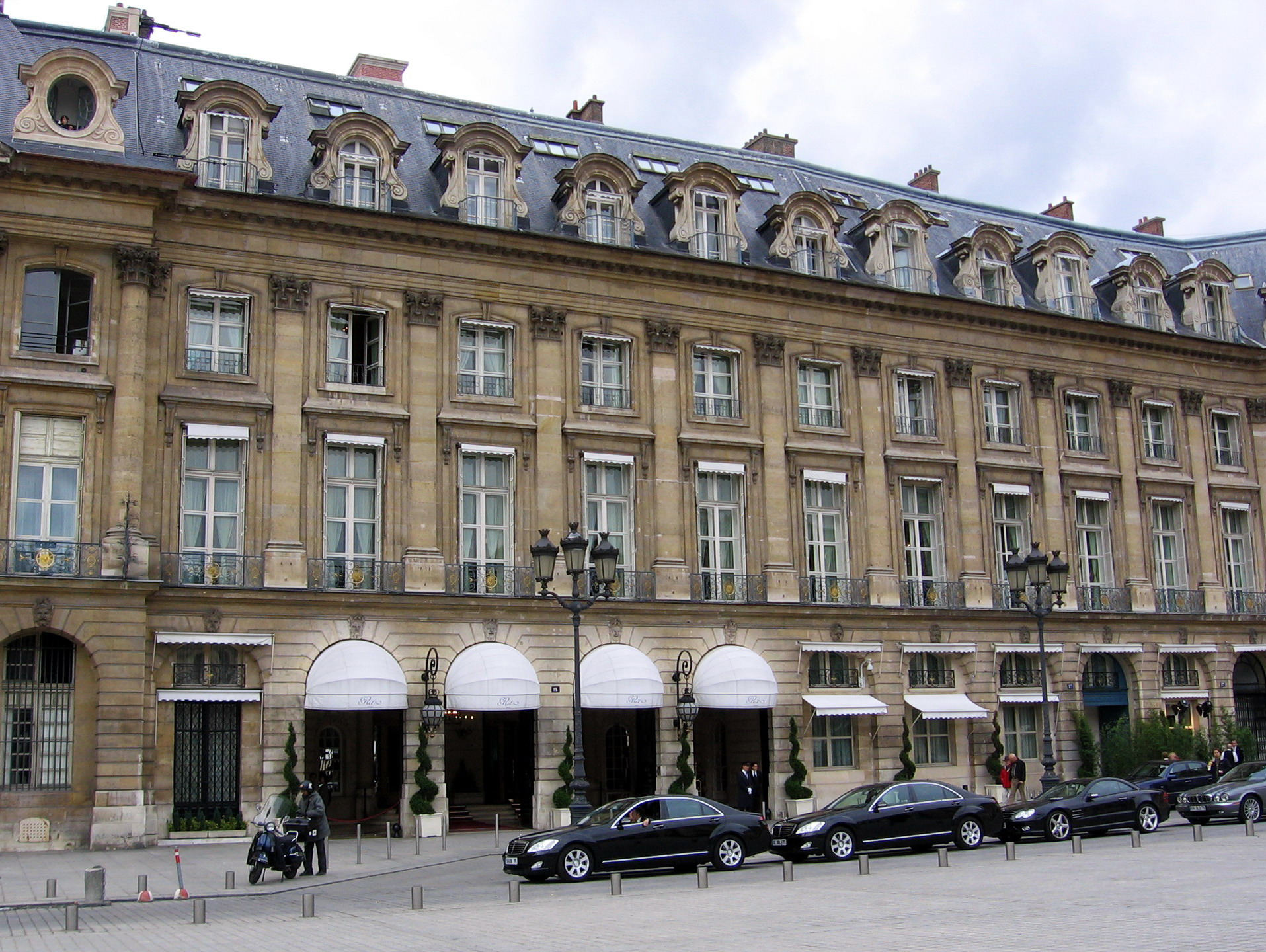
L'hôtel Ritz, à Paris.

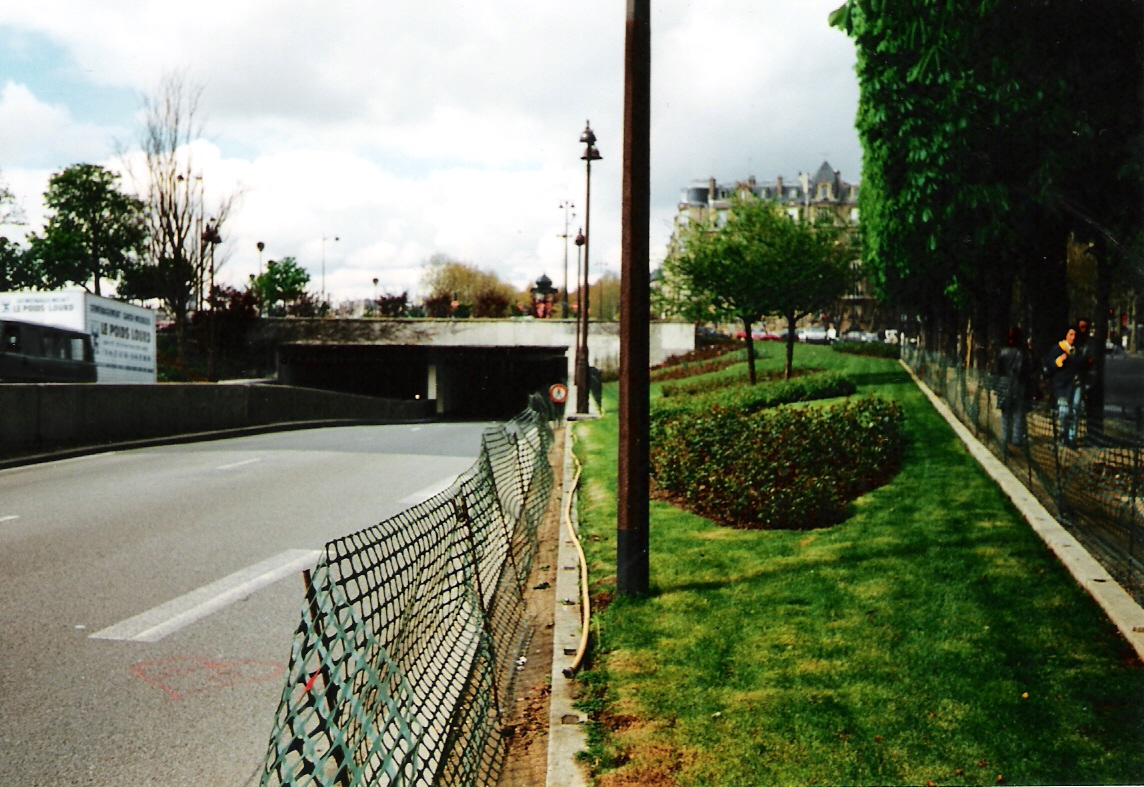
Entrée Est du pont de l’Alma.

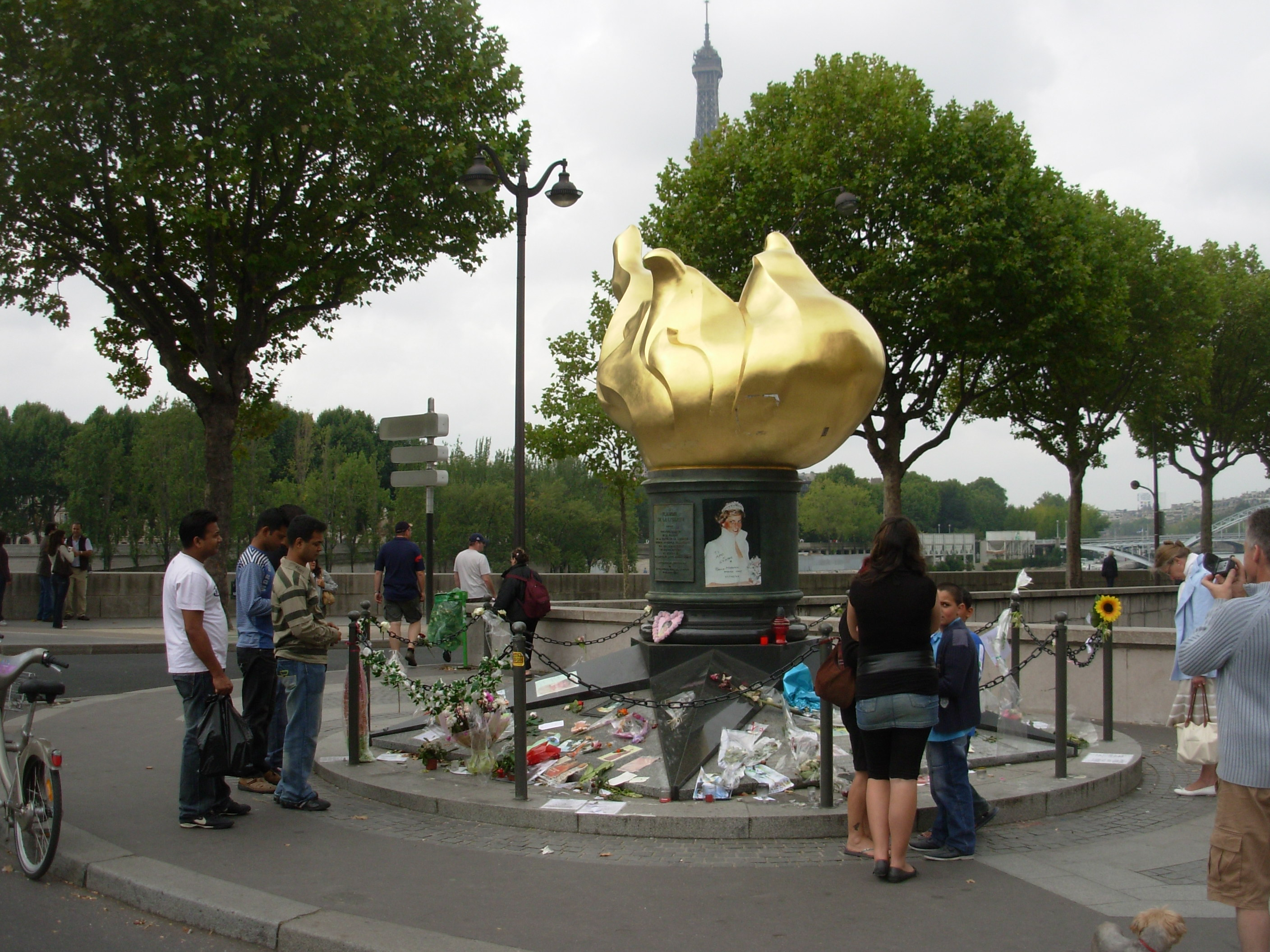
Hommages à Diana Spencer au pied de la Flamme de la Liberté à l'entrée Ouest du pont de l’Alma.

## Mort
Le 30 août 1997, le couple Hemad Fayed dit « Dodi Al-Fayed » - Diana Spencer arrive au Ritz, un célèbre palace parisien appartenant au milliardaire égyptien Mohamed Al-Fayed, le père de Dodi.
C'est vers 0 h 20 que l'accident de voiture qui coûta la vie au couple a eu lieu.
Dans la nuit du 30 au 31 août, les deux enfants de Diana, William et Harry, se trouvaient au château de Balmoral en Écosse, en compagnie de leur grand-mère, la reine Élisabeth II et leur grand-père le duc d'Édimbourg Philip Mountbatten, où la famille royale passait ses vacances.

## Chronologie

### 30 août 1997,15h20
Le couple Dodi Al-Fayed - Diana Spencer se pose sur l'aéroport du Bourget avec son jet privé Gulfstream IV, en provenance d'Olbia, en Sardaigne où il avait passé la fin de ses vacances. Quatre motards-photographes paparazzis les guettent déjà depuis le parking de l'aéroport.

### 16h35
Le couple arrive au Ritz, un célèbre palace parisien situé place Vendôme, dans le 1er arrondissement de Paris, dont le propriétaire est Mohamed Al-Fayed, le père de Dodi Al-Fayed.

### 19h
Retour du couple dans l'appartement de Dodi Al-Fayed au 1 rue Arsène-Houssaye. Ils se lavent puis se reposent. Les photographes qui suivent le couple à moto, comme en voiture, font le guet au pied de l'appartement. Dodi Al-Fayed a prévu d'aller dîner chez Benoît, un restaurant du Marais, mais excédé par la présence des paparazzis, il change d'idée et décide d'aller dîner à l'hôtel Ritz.

### 21h25
Le couple arrive au Ritz pour dîner au restaurant L'Espadon, il décide de se faire servir à l'étage, dans la suite impériale, le service de sécurité du Ritz s'inquiétant du comportement étrange dans la salle de restaurant de deux clients inconnus, avec de gros sacs en plastique à leurs pieds. L'enquête révélera plus tard que les deux clients en question n'étaient en fait que de paisibles touristes. Le couple est filmé par les caméras de surveillance.

### 31 août 1997,0h10
Des paparazzis les guettant à la sortie du Ritz, Dodi Al-Fayed laisse devant le palace sa propre voiture, une Mercedes-Benz S280 (W140) conduite par son chauffeur personnel Philippe Dourneau, ainsi que le Range Rover des gardes du corps conduite par Jean-Francois Musa, propriétaire de la compagnie Étoile Limousines qui fournit des voitures de fonction au Ritz, de façon à simuler le départ du couple. Le couple emprunte pendant cette diversion une autre sortie plus discrète à l'arrière de l'hôtel et prend place à bord d'une Mercedes-Benz W140 immatriculée 688 LTV 75 (voiture leurre non homologuée de la compagnie Étoile Limousines pour échapper aux paparazzi) conduite par Henri Paul, chef de la sécurité du Ritz. Le garde du corps Trevor Rees-Jones monte à l'avant du côté passager. Quelques paparazzi qui ne se sont pas laissé prendre à la manœuvre de diversion s'approchent déjà.

### 0h20
La voiture démarre à destination de l'appartement de Dodi Al-Fayed pour un court trajet qui doit durer cinq minutes. Des paparazzi la suivent et certains la précèdent déjà, comme le montre une photographie de Jacques Langevin exposant l'avant de la Mercedes. Dodi Al-Fayed demande à Henri Paul de modifier l'itinéraire prévu en empruntant de petits carrefours et des voies moins éclairées pour rendre plus difficiles les prises de vue des photographes qui utilisent le flash. Le chauffeur emprunte la rue de Rivoli, traverse la place de la Concorde puis, au lieu d'emprunter les Champs-Élysées, s'engage à vive allure dans la voie Georges-Pompidou, le cours-la-Reine et le cours Albert-Ier, parvenant à distancer les paparazzi.

### entre0h23et1h30
Alors que la Mercedes amorce le virage du souterrain du pont de l'Alma, par son entrée Est, à une vitesse estimée comprise entre 118 et 155 km/h (vitesse déterminée par deux essais de choc automobile réalisés par des experts du service d'accidentologie Mercedes-Benz qui ont également évalué la vitesse de l'impact sur le pilier à 105 km/h), elle fond sur une Fiat Uno blanche qui roule à 50 km/h par la file de droite. Henri Paul cherche à l'éviter. La Mercedes accroche le pare-chocs arrière de la Fiat, ce qui déstabilise la berline. Henri Paul freine une première fois sur une distance de 19 mètres, comme l'attestent les traces de pneus sur la chaussée. La Mercedes effleure le troisième pilier qui sépare les deux voies (laissant par terre des débris de phare). L'embardée se poursuit. Henri Paul freine à nouveau, sur 32 mètres cette fois, avant de percuter de plein fouet le treizième pilier. La voiture effectue ensuite un tête-à-queue. Le choc frontal contre le pilier de béton armé, non protégé par une glissière de sécurité, est violent. Henri Paul meurt sur le coup, le klaxon retentissant en continu, bloqué par le corps du chauffeur dont la colonne vertébrale a été brisée et l'aorte rompue. Diana, recroquevillée entre les deux sièges, est en coma vigil et son garde du corps Trevor Rees-Jones grièvement blessé. La première voiture d'ambulance de SAMU arrive six minutes après l'accident. Les victimes sont d'abord réanimées sur place (selon la doctrine française qui privilégie les soins sur place par un médecin urgentiste contrairement à la doctrine anglo-saxonne qui ne dépêche que du personnel paramédical d'où les reproches infondés par les anglo-saxons) alors que la police tente d'écarter les paparazzi qui photographient la voiture. Il faut près d'une heure pour désincarcérer la princesse dont le pied droit est coincé sous un siège. Un premier rapport de police la décrit dans un état très grave, souffrant d'un coma, de blessures à la tête, à la poitrine et à la fesse droite, ainsi que de multiples fractures du bras droit. Bien que Dodi Al-Fayed ne montre aucun signe de vie, il est désincarcéré, placé sur un brancard et reçoit un massage cardiaque externe. Son décès est déclaré sur le lieu de l'accident à 1 h 30 du matin.

### 1h50
Diana est emmenée par le SAMU à 1 h 50 du matin vers l’hôpital de la Salpêtrière, à six kilomètres du lieu de l'accident, les services d'intervention considérant qu'il est le mieux équipé pour prendre en charge ce type d'urgence. L'ambulance roule à vitesse réduite (10 km/h) par crainte d'augmenter la pression artérielle de Diana et d'aggraver son état. Elle arrive trente minutes plus tard à l’hôpital de la Pitié-Salpêtrière. Sur le chemin, elle est victime d'un premier arrêt cardiaque au niveau du pont d'Austerlitz, ce qui oblige le médecin, le docteur Martino, à faire arrêter l'ambulance sur le bord de la route pour faire redémarrer le cœur. Peu après son arrivée à l'hôpital, Diana est victime d'un choc hémorragique bientôt suivi d'un second arrêt cardiaque. L'équipe chirurgicale pratique une thoracotomie d'urgence qui met en évidence une hémorragie interne provoquée par une plaie importante de la veine pulmonaire gauche. Il s'agit d'une blessure par décélération beaucoup plus rare que la rupture de l'aorte et qui, à la différence de celle-ci, ne provoque pas une mort instantanée. Malgré un massage cardiaque prolongé, externe puis interne, les médecins déclarent son décès à 4 h du matin, soit près de deux heures après son arrivée à l'hôpital.

### 4h50
Le professeur Bruno Riou, médecin anesthésiste-réanimateur, annonce aux autorités présentes (le ministre de l'Intérieur, Jean-Pierre Chevènement, le préfet de police, Philippe Massoni, et l'ambassadeur du Royaume-Uni en France, sir Michael Jay), que la princesse Diana est morte d'une hémorragie interne provoquée par la rupture d'une veine pulmonaire.

### 5h45
Le décès est annoncé lors d'une conférence de presse.
Plus tard dans la matinée, Jean-Pierre Chevènement, le Premier ministre Lionel Jospin, Bernadette Chirac et le secrétaire d'État à la Santé se rendent auprès du corps de Diana pour lui rendre hommage. Après ces visites, l'archevêque anglican de France Martin Draper recommande à Dieu l'âme de Diana.

### Vers14h
Le prince Charles et les deux sœurs de Diana (Sarah McCorquodale et Lady Jane Fellowes) arrivent à Paris pour l'identification et repartent 90 minutes plus tard.

## Funérailles

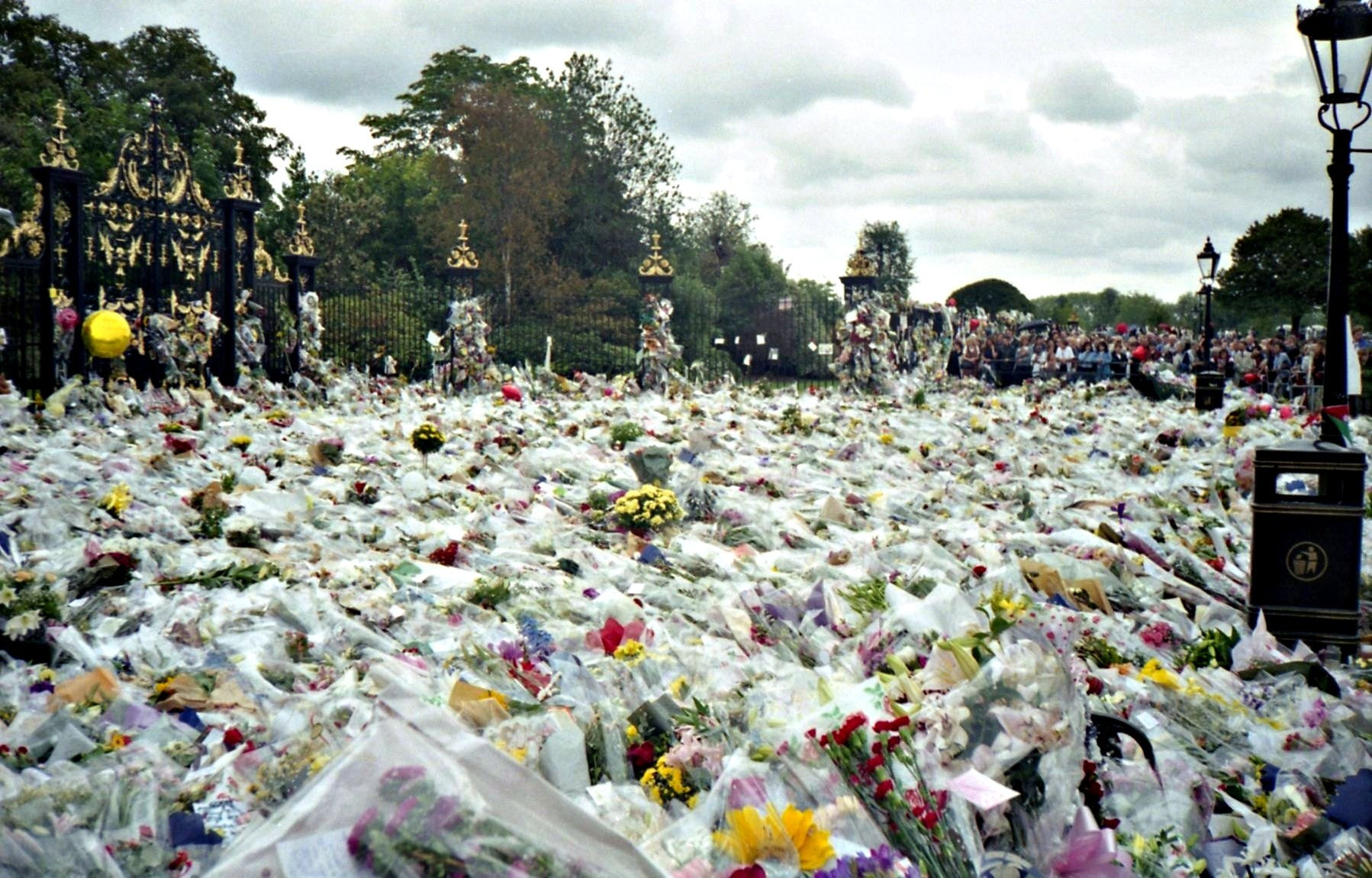
Fleurs devant Kensington Palace.

Le cercueil de Diana, drapé de l'étendard royal avec une bordure d'hermine (c'est-à-dire l'étendard des autres membres de la famille royale britannique), a été amené à Londres de l'hôpital Salpêtrière, via Vélizy - Base aérienne de Villacoublay, à Paris, par l'ex mari de Diana, Charles, Prince de Galles et ses deux sœurs le 31 août 1997. Après avoir été emmené dans une morgue privée, il a été placé à la Chapelle Royale, Palais St James. Le plan funéraire de la reine mère Elizabeth Bowes-Lyon, baptisé Opération Tay Bridge, répété pendant 22 ans, sert de base aux funérailles de Diana.
Le frère de Diana suggère des obsèques privées, ce qui plaît à la reine mais le Premier Ministre Tony Blair, mesurant l'émotion populaire nationale et mondiale (files d'attente dans les ambassades britanniques pour signer les registres de condoléances, tombereaux de fleurs déposés devant les représentations britanniques), les convainc de funérailles nationales. L'événement n'est pas un enterrement d'État ; c'est un enterrement et une cérémonie royale comprenant l'apparat royal et la liturgie funéraire anglicane.
Ses funérailles ont commencé le samedi 6 septembre 1997 à 9 h 08 à Londres, lorsque la cloche ténor de l'abbaye de Westminster a commencé à sonner pour signaler le départ du cortège de Kensington Palace. Une grande exposition de fleurs a été installée aux portes du palais de Kensington et du palais de Buckingham. Le cercueil a été transporté du palais sur une voiture à canon, le long de Hyde Park jusqu'au palais de St. James, où le corps de Diana était resté pendant cinq jours avant d'être emmené au palais de Kensington. Le drapeau de l'Union au sommet du palais a été abaissé en berne.
Huit membres des Queen's Welsh Guards ont accompagné le cercueil de Diana, drapé dans l'étendard royal avec sa bordure d'hermine, durant le trajet d'une heure quarante-sept minutes dans les rues de Londres. Au sommet du cercueil se trouvaient trois couronnes de fleurs blanches de son frère, le comte Spencer et de ses fils, le prince William et le prince Harry. Il y avait aussi une lettre du prince Harry sur son cercueil adressée à "Maman". Au palais de St. James, le duc d'Édimbourg, le prince de Galles, ses fils et son frère se sont joints pour marcher derrière. Cinq cents représentants de divers organismes de bienfaisance auxquels la princesse avait participé se sont joints à eux dans le cortège funèbre. Le cercueil est passé devant le palais de Buckingham où des membres de la famille royale attendaient dehors. La reine Élisabeth II a incliné la tête au passage du convoi funéraire. Plus d'un million de personnes bordaient les rues de Londres et des fleurs pleuvaient sur le cortège des passants,,.

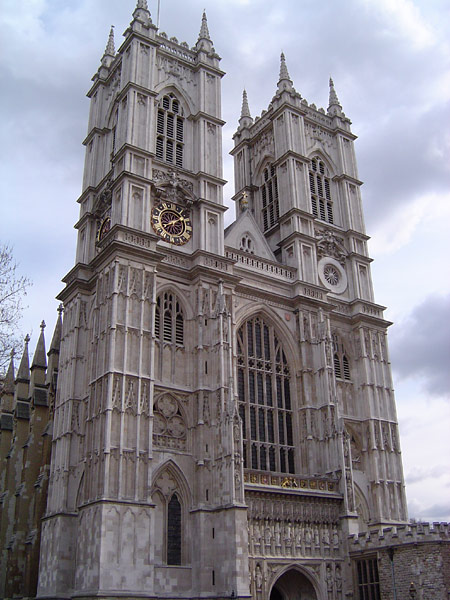
La porte ouest de l'abbaye de Westminster, lieu des funérailles

La cérémonie officielle a eu lieu à l'abbaye de Westminster à Londres et s'est terminée au lieu de repos à Althorp.
La cérémonie à l'abbaye de Westminster s'est ouverte à 11h00 BST et a duré une heure et dix minutes. Deux mille personnes ont assisté à la cérémonie en l'abbaye de Westminster. La famille royale a déposé des couronnes à côté du cercueil de Diana en présence des anciens premiers ministres britanniques John Major, Margaret Thatcher, James Callaghan et Edward Heath, et de l'ancien député conservateur Winston Churchill, petit-fils du premier ministre de l'époque de la Seconde Guerre mondiale, Sir Winston Churchill. Les invités internationaux comprenaient Sir Cliff Richard, la Première Dame des États-Unis Hillary Clinton et l'ancien Secrétaire d'État Henry Kissinger, William J. Crowe, la Première Dame française Bernadette Chirac, la Reine Noor de Jordanie, Tom Hanks, Steven Spielberg, Sir Elton John, George Michael, Chris de Burgh, Michael Barrymore, Mariah Carey, Richard Branson, Luciano Pavarotti, Tom Cruise, Nicole Kidman et Richard Attenborough,. Le Premier ministre Tony Blair a lu un extrait de la première épître aux Corinthiens, chapitre 13 : "Et maintenant demeure la foi, l'espérance, l'amour, ces trois ; mais le plus grand d'entre eux est l'amour". Parmi les autres invités figuraient le roi d'Espagne, la princesse Margriet des Pays-Bas, le roi Constantin II de Grèce, le prince héritier et la princesse héritière du Japon (aujourd'hui Empereur et Impératrice du Japon) et le président sud-africain Nelson Mandela. L'archevêque de Canterbury George Carey et le doyen de Westminster Wesley Carr étaient également présents dans l'abbaye. Le service anglican a commencé par le chant traditionnel et Hymne National "God Save the Queen". Des pièces de Johann Sebastian Bach, Antonín Dvořák, Camille Saint-Saëns, Gustav Holst, Giuseppe Verdi et d'autres compositeurs ont été jouées tout au long de la cérémonie.
Les invités applaudissent les paroles du frère de Diana, Lord Spencer, qui attaque vertement la presse et critique indirectement la famille royale et la presse pour le traitement infligé à sa sœur, :

« C'est un point à retenir que de toutes les ironies au sujet de Diana, peut-être la plus grande était celle-ci - une fille du nom de l'ancienne déesse de la chasse était, en fin de compte, la personne la plus chassée de l'ère moderne. »

— Lord Spencer
Pendant le service, Elton John a chanté Candle in the Wind qui avait été réécrit en hommage à Diana. Il avait contacté son partenaire d'écriture Bernie Taupin, lui demandant de réviser les paroles de sa chanson de 1973 "Candle in the Wind" pour honorer Diana, et Taupin a réécrit la chanson en conséquence. Un mois seulement avant la mort de Diana, elle avait été photographiée réconfortant John lors des funérailles de leur ami commun Gianni Versace,.
"Song for Athene" du compositeur britannique John Tavener, avec un texte de Mère Thekla, une religieuse grecque orthodoxe, tirée de la liturgie orthodoxe et du hameau de Shakespeare, a été chanté par la Chorale de l'Abbaye de Westminster, dirigée par Martin Neary alors que le cortège de Diana partait de la nef principale de l'abbaye de Westminster. Cela a été suivi après une minute de silence par un changement à moitié étouffé sonnant sur les dix cloches de l'abbaye. Le même jour, un service commémoratif a eu lieu à la cathédrale nationale de Washington et a rassemblé 2170 personnes, dont l'ambassadeur britannique John Kerr, l'ambassadeur américain aux Nations unies Bill Richardson et le président du comité exécutif du Washington Post Co., Katharine Graham. Le dimanche 7 septembre, un service supplémentaire pour Diana a été effectué à l'abbaye de Westminster en réponse à la demande populaire. 740 000 personnes y viennent signer le registre de condoléances. Des haut-parleurs sont placés à l’extérieur pour que la foule puisse entendre le déroulement de l’office.
L'audience de la télévision britannique a culminé à 32,10 millions, l'un des plus hauts chiffres d'audience jamais enregistrés au Royaume-Uni ,. L'audience télévisuelle mondiale de l'événement a été estimée à 2,5 milliards de personnes,,. Le refus du palais de Buckingham de mettre en berne l'Union Jack provoque des manchettes acerbes dans les journaux : « Où est notre reine ? Où est notre drapeau ? » demande le Sun. La reine, qui est revenue de Balmoral à Londres, accepte une allocution à la télévision. À la demande expresse de Downing Street, ce qui doit être un enregistrement devient du direct et le texte est revu par Alastair Campbell, le directeur de la communication de Tony Blair, pour être « plus chaleureux ».

## Enterrement

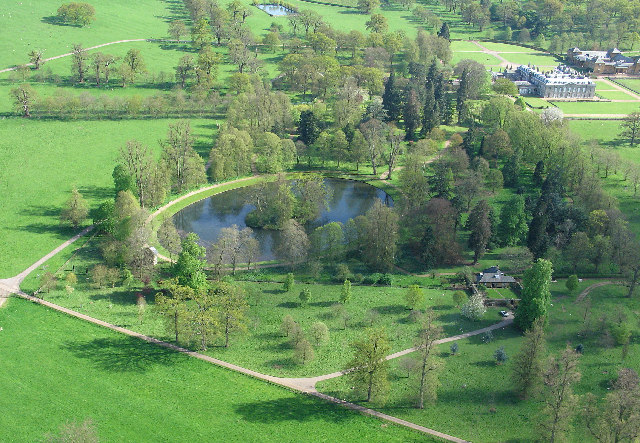
Vue aérienne d'Althorp ; la maison est en haut à droite. Diana est enterrée sur la petite île au milieu du The Round Oval ornemental.

L'enterrement eut lieu en privé le même jour. L'ancien mari de Diana, ses fils, sa mère, ses frères et sœurs, un ami proche et un ecclésiastique étaient présents. Le corps de Diana était vêtu d'une robe de cocktail en laine noire à manches longues de trois quarts conçue par Catherine Walker qu'elle avait choisie quelques semaines auparavant et d'une paire de chaussures noires. Un ensemble de chapelets a été placé dans ses mains, un cadeau qu'elle avait reçu de Mère Teresa, décédée la même semaine que Diana. Dans ses mains, il y avait aussi une photographie de ses fils, une photo qui voyageait avec elle et avait été trouvée dans son sac à main. Paul Burrell, l'ancien majordome de Diana, aurait également pris des photos du prince Harry et du prince William sous sa coiffeuse en verre de son appartement à Kensington Palace et les aurait également mises dans son cercueil. Sa tombe est sur une île dans l'enceinte d'Althorp Park, la maison de famille Spencer depuis des siècles. L'évêque de Peterborough a consacré le terrain avant l'inhumation.
Lors de la cérémonie, l'étendard royal du Royaume-Uni qui avait couvert le cercueil fut enlevé par le frère de Diana quelques instants avant qu'elle ne soit enterrée, et remplacé par le drapeau de la famille Spencer, le comte déclarant « Elle (Diana) est une Spencer maintenant », ce que les princes Charles, William et Harry ont accepté. Cependant, Paul Burrell a condamné cette décision, déclarant au Daily Mirror qu'« elle avait plus à voir avec sa guerre Spencer contre Windsor que de faire ce que Diana aurait voulu. C'était inapproprié et irrespectueux. Je savais que ce n'était pas ce que Diana aurait voulu. Avec cet acte, son frère a privé la princesse de son statut dans la vie - un statut dont elle était fière. » Le comte Spencer a qualifié les commentaires de Burrell de « mensonges blessants » et a déclaré dans un communiqué : « Le drapeau de la Reine a été retiré dans le cadre de la cérémonie par son propre officier d'une manière digne et convenue au préalable »,.
Le plan initial était que Diana soit enterrée dans le caveau de la famille Spencer à l'église locale de Great Brington. Lord Spencer s'étant déclaré préoccupé par la sûreté et par la sécurité du public, ainsi que par l'affluence des visiteurs qui pourraient submerger Great Brington, il est décidé que Diana soit enterrée là où sa tombe pourrait être facilement entretenue et visitée en toute intimité par William, Harry et par d'autres parents de Spencer.
L'île se trouve dans un lac ornemental appelé The Round Oval dans les jardins d'Althorp Park. Un chemin de trente-six chênes, marquant chaque année de sa vie, mène à l'Ovale. Quatre cygnes noirs nagent dans le lac. Dans l'eau, il y a des nénuphars, qui avec les roses blanches, étaient les fleurs préférées de Diana. Au bord sud de l'Oval Rond se trouve le Summerhouse, auparavant dans les jardins de l'Amirauté House, à Londres, et adapté pour servir de mémorial à Diana. Un ancien arboretum se trouve à proximité, qui contient des arbres plantés par la famille. La décision de la famille Spencer d'enterrer la princesse dans cet endroit isolé - et privé - leur a permis de visiter sa tombe en privé.
Les funérailles ont été assurées par le 2e bataillon du régiment royal de la princesse de Galles, qui a eu l'honneur de transporter le corps de la princesse à travers l'île et de l'y porter en terre. Diana avait été colonel en chef du régiment de 1992 à 1996.

### Émission radiophonique
- « Enquête sur la mort de la princesse Diana » le 29 août 2014 dans L'Heure du crime de Jacques Pradel sur RTL.